# Linières-Bouton
Linières-Bouton és un municipi francès situat al departament de Maine i Loira i a la regió de País del Loira. L'any 2007 tenia 97 habitants.

## Demografia

### Població
El 2007 la població de fet de Linières-Bouton era de 97 persones. Hi havia 36 famílies de les quals 8 eren unipersonals (4 homes vivint sols i 4 dones vivint soles), 20 parelles sense fills i 8 parelles amb fills.
La població ha evolucionat segons el següent gràfic:
Habitants censats

### Habitatges
El 2007 hi havia 66 habitatges, 39 eren l'habitatge principal de la família, 21 eren segones residències i 6 estaven desocupats. Tots els 66 habitatges eren cases. Dels 39 habitatges principals, 32 estaven ocupats pels seus propietaris i 7 estaven llogats i ocupats pels llogaters; 3 tenien dues cambres, 17 en tenien tres, 6 en tenien quatre i 13 en tenien cinc o més. 26 habitatges disposaven pel capbaix d'una plaça de pàrquing. A 17 habitatges hi havia un automòbil i a 16 n'hi havia dos o més.

### Piràmide de població
La piràmide de població per edats i sexe el 2009 era:
| Homes | Edats   | Dones |
| ----- | ------- | ----- |
| 0     | 95 o +  | 0     |
| 0     | 90 a 94 | 0     |
| 4     | 85 a 89 | 0     |
| 4     | 80 a 84 | 8     |
| 4     | 75 a 79 | 8     |
| 4     | 70 a 74 | 0     |
| 0     | 65 a 69 | 0     |
| 0     | 60 a 64 | 0     |
| 8     | 55 a 59 | 4     |
| 8     | 50 a 54 | 0     |
| 4     | 45 a 49 | 0     |
| 0     | 40 a 44 | 0     |
| 0     | 35 a 39 | 0     |
| 4     | 30 a 34 | 0     |
| 4     | 25 a 29 | 0     |
| 0     | 20 a 24 | 0     |
| 0     | 15 a 19 | 0     |
| 0     | 10 a 14 | 0     |
| 0     | 5 a 9   | 0     |
| 0     | 0 a 4   | 0     |

## Economia
El 2007 la població en edat de treballar era de 57 persones, 31 eren actives i 26 eren inactives. De les 31 persones actives 25 estaven ocupades (17 homes i 8 dones) i 6 estaven aturades (3 homes i 3 dones). De les 26 persones inactives 6 estaven jubilades, 6 estaven estudiant i 14 estaven classificades com a «altres inactius».
Activitats econòmiques
Dels 10 establiments que hi havia el 2007, 1 era d'una empresa alimentària, 2 d'empreses de fabricació d'altres productes industrials, 4 d'empreses d'hostatgeria i restauració i 3 d'empreses de serveis.
L'únic servei als particulars que hi havia el 2009 era un restaurant.
L'any 2000 a Linières-Bouton hi havia 3 explotacions agrícoles.

## Poblacions properes
El següent diagrama mostra les poblacions més properes.